# Berzova község
Marosborsa község (románul: Comuna Bârzava) község Arad megyében, Romániában. Központja Berzova, beosztott falvai Alsódombró, Battuca, Garassa, Kapruca, Lalánc, Marosmonyoró, Marosszlatina.

## Népessége
A 2011-es népszámlálás adatai alapján a község népessége 2707 fő volt.